# Saint-Laurent-de-Cognac
Saint-Laurent-de-Cognac – miejscowość i gmina we Francji, w regionie Nowa Akwitania, w departamencie Charente.
Według danych na rok 1990 gminę zamieszkiwało 921 osób, a gęstość zaludnienia wynosiła 85 osób/km² (wśród 1467 gmin regionu Poitou-Charentes Saint-Laurent-de-Cognac plasuje się na 340. miejscu pod względem liczby ludności, natomiast pod względem powierzchni na miejscu 791.).